# Dixeia dixeyi
Dixeia dixeyi är en fjärilsart som först beskrevs av Sheffield Airey Neave 1904.  Dixeia dixeyi ingår i släktet Dixeia och familjen vitfjärilar. Inga underarter finns listade i Catalogue of Life.